# Hamid Bedjaoui
Hamid Bedjaoui, né à Béjaïa (Algérie), est un auteur, compositeur, musicien et chanteur de chaâbi algérien.
Il compose ses chansons qui deviendront plus tard très populaires.